# Moina brachiata
Moina brachiata är ett kräftdjur som beskrevs 1820 av Louis Jurine. Catalogue of Life placerar arten i släktet Moina och familjen Moinidae, medan Dyntaxa placerar den i familjen Daphniidae. Inga underarter finns listade i Catalogue of Life.

## Utbredning
Arten är har ett stort utbredningsområde i Palearktis och afrotropiska regionen. Den har observerats i både Sverige och Norge.

## Anatomi
Huvudet hos arten är stort och utgör ungefär en fjärdedel av kroppslängden. Den har stora ögon som är beläget i den dorsala delen av huvudet, framför antennerna som är långa och ganska robusta. Ryggskölden är fyrkantig och nästan kvadratisk. Till färgen är den rosaaktig med en violett nyans. Hona är större med en längd på 1,0–1,6 mm medan hanen mäter 0,8–1,1 mm.

## Ekologi
Den förekommer i kväverikt sötvatten, som dammar.